# 黑色豪門企業 (小說)
《黑色豪門企業》（英語：The Firm）是一本由約翰·葛里遜所寫的法律驚悚小說,該書於1991年出版後，即榮登紐約時報暢銷排行榜冠軍，並被薛尼·波拉克改編為了同名電影，由湯姆·克魯斯主演。